# Willy Geurts

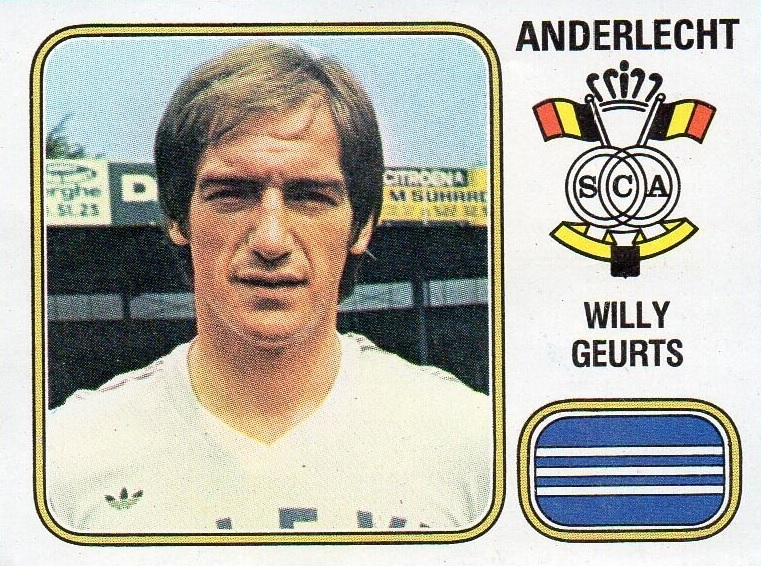
Willy Geurts

Willy Geurts (Hoeselt, 30 januari 1954) is een Belgisch voormalig voetballer. Hij speelde als aanvaller.

## Clubcarrière
Willy Geurts begon bij de jeugd van Hoeselt VV en debuteerde op 3 mei 1970 in de Vierde Klasse.Na vier seizoenen vierde klasse en drie seizoen derde klasse werd Geurts ontdekt door Antwerp FC. In 1976 trok Geurts naar Antwerpen en kreeg er veel speelkans, de aanvaller groeide er uit tot een echte doelpuntenmaker.Net voor deze transfer had AZ'67 interesse maar de transfer ging niet door.
In 4 seizoenen voor Antwerp FC scoorde hij 54 doelpunten en dat bleef niet onopgemerkt. In 1980 mocht Willy Geurts naar RSC Anderlecht en werd er in zijn eerste seizoen voor de Brusselse club meteen landskampioen. Geurts speelde vaak bij Anderlecht en was goed voor 23 doelpunten in twee seizoenen.
In 1982 nam Standard Luik hem over van Anderlecht. Geurts speelde 22 wedstrijden voor Standard en verhuisde een seizoen later naar FC Winterslag. Geurts was toen 29 jaar. Bij FC Winterslag bleef hij ook maar één seizoen, want in 1984 trok Geurts naar Club Luik. Daar bleef de 30-jarige Geurts twee seizoenen. De aanvaller speelde bijna elke wedstrijd mee en was goed voor 24 doelpunten. In 1986 trok Geurts naar de Tweede Klasse om er bij FC Assent te gaan voetballen. In 1988 fuseerde FC Diest met FC Assent tot TH Diest en speelde daar nog een jaar alvorens naar Prayon FC te vertrekken als speler-trainer. In 1991 hing hij zen schoenen aan de haak en werd speler-trainer bij 'SK Meeuwen maar verliet de ploeg al terug tijdens het seizoen.Op 12 oktober 1992 kwam hij in de plaats van Mathieu Meyers als speler-trainer bij Hoeselt VV zijn eerste ploeg.In de eerste match scoorde hij meteen en in de derde wedstrijd viel hij acht minuten voor tijd in voor de geblesseerde doelman Mordang. De eerste bal die hij zag was anderhalve minuut later van ploeggenoot Philip Jansen die echter in eigen netten schoot en hierdoor een punt verloren. Niets mocht baten want Hoeselt zal eind van dat seizoen voor de derde keer op rij degraderen.Willy Geurts stopte definitief als speler maar ook als trainer.

## Interlandcarrière
Willy Geurts werd ook 6 keer geselecteerd voor de nationale ploeg van België, hij scoorde één keer voor de Rode Duivels.